# ماريا يونغ دوغال
ماريا يونغ دوغال (بالإنجليزية: Maria Young Dougall) هي ناشطة حق المرأة بالتصويت ‏ وسفرجات أمريكية، ولدت في 10 ديسمبر 1849 في مدينة سولت ليك في الولايات المتحدة، وتوفي بنفس المكان في 30 أبريل 1935.
تمت رعاية ماريا من قبل زينا يونغ Zina D.H Young, بعد وفاة والداتها عندما كانت في الثامنة من العمر, كما تلقت تعليما خصوصيا بمنزل والدها حتى تزوجت ويليام برنارد دوغال William Bernard Dougall و أنجبت منه خمسة أبناء, وقد عاشت ماريا طيلة حياتها كمواطنة ناشطة في مجال حقوق المرأة, و عندما اكتسبت يوتا Utah صفة ولاية سنة 1896, كانت ماريا رئيسة فرع المجلس الوطني للنساء بيوتا Utah وهي منظمة منتخبة أسستها سوزان أنطوني Susan B.Anthony.